# Keter Betts
William Thomas Betts (22 de julho de 1928 – 6 de agosto de 2005) foi um músico de jazz e contrabaixista norte-americano.

## Carreira
Vários músicos mais conhecidos como Dinah Washington, Ella Fitzgerald, Oscar Peterson, Nat Adderley, Stan Getz, Charlie Byrd e outros, reconhecendo o talento de Keter, convidou-o para trabalhar profissionalmente com eles. No início da carreira de Keter, ele havia tocado em uma banda de R&B do saxofonista Earl Bostic. Em 1962, juntamente com Stan Getz e Charlie Byrd, foi fundamental para introduzir o estilo bossa nova para o público norte-americano através de sua gravação do samba jazz.
Já fez mais de 200 gravações com o guitarrista Charlie Byrd, juntamente com as cantoras Dinah Washington e Ella Fitzgerald.

## Vida pessoal
Um pai viúvo de cinco filhos, Betts residia em Washington, D.C. há mais de meio século. Ele morreu em sua casa na região de Silver Spring, Marilândia , em agosto de 2005.